# Юкагири
Юкагирите (самоназвание: деткил, одул) са коренно население на североизточен Сибир, Русия. Живеят основно в териториите около река Колима. Названието „юкагир“ е с неустановен произход. Говорят юкагирски езици.

## Заселване
Мнозинството от юкагирите са концентрирани в долината на река Колима, в Якутия. Населяват също така части от Чукотка и Магаданска област. Има също така данни от 2013 г. за един юкагир, който живее в Новосибирска област. 12 юкагири живеят на територията на Украйна. До 17 век юкагирите населяват територии от река Лена до устието на река Анадир. Народът им тогава съставлява около 4600 души. До 19 век популацията им драстично намалява, вследствие епидемии и войни. Някои също така се асимилират с другите местни народи.

## Бит
Юкагирите по традиция водят номадски начин на живот. Живеят във временни тенти с конична форма, наречени чум. Опитомяват северни елени за транспорт. Ловуват копитни животни и се занимават с риболов. До 1920-те години използват основно лъкове за лов, поради несъвършенствата на огнестрелните оръжия по това време. Ежедневието им се променя коренно с навлизането на социализма в Русия. В този период много юкагири се присъединяват към колхозите и започват да се занимават със селско стопанство. Дълго време оцелява социалната им структура, при която бракът се организира около семействата на жените. Това ги различава от другите тунгуски народи. При юкагирите също така властва кланова система. Всеки клан си има главатар, който има последната дума във всяко едно отношение от живота. Отделно имат ловни главатари и военни главатари. Жените и децата имат същите права като мъжете. Вътрешният живот на клана е бил под контрола на старите жени, чиито решения на тази тема са били неоспорими.

## Религия
Въпреки че повечето юкагири са привърженици на Руската православна църква, много от тях все още практикуват шаманизъм. Вярват в духовете на Слънцето, Земята, огъня, водата и лова, като тези духове могат да бъдат защитници или врагове на хората. Най-висшият дух е този на Слънцето, който е и съдията във всички спорове.